# Morpho ella
Morpho ella är en fjärilsart som beskrevs av Weber 1944. Morpho ella ingår i släktet Morpho och familjen praktfjärilar. Inga underarter finns listade i Catalogue of Life.